# Florideophyceae
Le Florideophyceae sono una classe di alghe rosse pluricellulari, con tallo ramificato ad accrescimento apicale.

## Tassonomia
- Classe Florideophyceae
  - Sottoclasse Rhodymeniophycidae G.W. Saunders et Hommersand
    - Ordine Acrochaetiales Feldmann
    - Ordine Acrosymphytales R.D. Withall & G.W. Saunders
    - Ordine Balbianiales R.G. Sheath & K.M. Müller
    - Ordine Balliales H.-G. Choi, G.T. Kraft, & G.W. Saunders
    - Ordine Batrachospermales Pueschel & K.M. Cole
    - Ordine Bonnemaisoniales Feldmann & Feldmann
    - Ordine Ceramiales Oltmanns
    - Ordine Colaconematales J.T. Harper & G.W. Saunders
    - Ordine Gelidiales Kylin
    - Ordine Gigartinales Schmitz
    - Ordine Gracilariales S. Fredericq & M.H. Hommersand
    - Ordine Halymeniales G.W. Saunders & G.T. Kraft
    - Ordine Nemastomatales Kylin
    - Ordine Palmariales Guiry & D.E.G. Irvine
    - Ordine Pihiellales J.M. Huisman, A.R. Sherwood and I.A. Abbott
    - Ordine Plocamiales G.W. Saunders & G.T. Kraft
    - Ordine Rhodymeniales Schmitz
    - Ordine Sebdeniales R.D. Withall & G.W. Saunders
    - Ordine Thoreales K.M. Müller, A.R. Sherwood, C.M. Pueschel, R.R. Gutell, R.G. Sheath

  - Sottoclasse Ahnfeltiophycidae G.W. Saunders et Hommersand
    - Ordine Ahnfeltiales C.A. Maggs & C.M. Pueschel

  - Sottoclasse Corallinophycidae L. Le Gall & G.W. Saunders
    - Ordine Corallinales P.C. Silva & H.W. Johansen
    - Ordine Rhodogorgonales S. Fredericq, J.N. Norris, & C. Pueschel

  - Sottoclasse Hildenbrandiophycidae G.W. Saunders et Hommersand
    - Ordine Hildenbrandiales Pueschel & Cole

  - Sottoclasse Nemaliophycidae T. Christensen
    - Ordine Nemaliales Schmitz

  - Incertae sedis

## Descrizione
Posseggono plastidi in numero variabile da uno a molti, privi di pirenoide.

La riproduzione sessuata si compie mediante oogameti prodotti dal tallo gametofitico. Gli organi sessuali maschili (anteridi) si sviluppano su rami anteridiali, isolatamente o raggruppati in ciuffi, producendo spermazi privi di flagello. Gli organi sessuali femminili (carpogoni) si trovano su rami carpogoniali e sono differenziati in una cellula basale sterile e una apicale fertile. Nella cellula fertile, l'oosfera giace inferiormente ed è presente un'estroflessione (tricogino) con cui lo spermazio prende contatto. Avvenuto ciò si ha la lisi della parete, il nucleo maschile penetra nel tricogino e si avvia verso l'oosfera; giunto in prossimità di essa, si divide in due e un solo nucleo derivato attua la fecondazione. Il nucleo zigotico si sposta in una cellula ausiliaria che germina; si forma così sul tallo del gametofito una struttura diploide (gonimoblasto) corrispondente alla fase di carposporofito. Alla formazione possono prendere parte anche cellule del tallo, formando il cistocarpo. Le cellule del gonimoblasto, una volta messe in libertà, si comportano funzionalmente come spore diploidi (carpospore) da cui hanno origine i talli diploidi (tetrasporofiti). Su questi si attua il ciclo asessuato; entro cisti crociate, tetraedriche o zonate si originano per meiosi tetraspore aploidi che formano i gametofiti. Il ciclo biologico è aplodiplonte.